# Alex Manninger
Alexander "Alex" Manninger, född 4 juni 1977 i Salzburg, är en österrikisk före detta fotbollsmålvakt. Han har tidigare spelat för Österrikes landslag. 

## Klubbkarriär
Manninger började sin karriär som ungdomsspelare i SV Austria Salzburg (Red Bull Salzburg). Säsongen 1995/1996 lånades han ut till Vorwärts Steyr och spelade sin första professionella match borta mot Grazer AK. Efter en stark insats i målet valde Grazer att sommaren 1996 värva honom som backup-målvakt till Franz Almer. Han gjorde sin debut för klubben i en match i UEFA-cupen mot italienska Inter Milan. Efter detta blev han klubbens förstamålvakt tills han värvades av Arsenal i juni 1997 för att täcka för David Seaman. Under säsongen 1997/1998 drog Seaman på sig en svår skada och Manninger fick spela i hans ställe.
Efter att Arsenal köpt Richard Wright år 2001 blev Manninger tredjehandsmålvakt i klubben och tillbringade säsongen 2001/2002 på lån i Fiorentina, där han gjorde 24 framträdanden. I juli 2002 värvades han av spanska RCD Espanyol för 960 000 pund, men lämnade klubben efter bara sju veckor. Han menade att de inte hade råd att betala hans lön.
I januari 2003 gick Manninger till Torino FC. Sex månader senare flyttade han till Bologna. Han tillbringade två år i klubben men då han inte lyckades ta en plats i startelvan lånades han ut till AC Siena innan han återvände till sin moderklubb Red Bull Salzburg år 2005. Säsongen 2006/2007 och 2007/2008 lånades han ut till Siena på nytt, och blev där förstamålvakt.
Vid slutet av säsongen 2007/2008 återvände han till Red Bull Salzburg men stannade inte länge. I juli 2008 flyttade han tillbaka till Italien och Udinese, men stannade bara fem veckor i klubben innan han skrev på för Juventus, där han skulle bli backup till Gianluigi Buffon. Tack vare att Buffon blev långtidsskadad så stod Manninger i mål mellan 21 september 2008 till 18 januari 2009. I juni 2010 köpte Juventus Marco Storari vilket gjorde att Manninger blev tredjemålvakt.
Efter säsongen 2016/2017 valde Manninger att avsluta sin fotbollskarriär.

## Landslagskarriär
Manninger debuterade för Österrike i augusti 1999 i en vänskapsmatch mot Sverige och var en del av Österrikes trupp i EM 2008. Han spelade totalt 33 landskamper.

## Meriter
Arsenal
- Premier League (1):
  - 1998
- FA-cupen (1):
  - 1998
- FA Community Shield (2)
  - 1998, 1999

Juventus
- Serie A  (1): 
  - 2011-12